# Janusz Hudyka
Janusz Hudyka (ur. 16 czerwca 1960, zm. 12 grudnia 2005) – polski łucznik i trener łucznictwa. Medalista Mistrzostw Polski.

## Życiorys
Swą przygodę z łucznictwem rozpoczął w 1971. Jego trenerami byli: Gerard Borsa, Janusz Czub oraz Jerzy Kozak. Należał do krajowej łuczniczej czołówki juniorów. Już w 1974 roku wraz z kolegami z klubu Dąbrovia awansował do łuczniczej ekstraklasy. Stało się to po raz pierwszy w historii klubu. Później w 1976 roku w Białymstoku został mistrzem Polski juniorów. W tym samym roku został też korespondencyjnym wicemistrzem świata juniorów. Ponadto był wielokrotnym medalistą mistrzostw Polski. Po zakończeniu kariery sportowca, zdobył konieczne uprawnienia i wraz z Januszem Czub zajął się szkoleniem dąbrowskiej młodzieży. Jedną z jego wychowanek była Agata Bulwa. 
Zmarł 12 grudnia 2005 roku.